# Windows Mixed Reality
Windows Holographic是一个增强现实的计算平台，由微软推出。它在Windows 10操作系统于2015年发布的时候被引入。使用Windows Holographic的API可以使得所有版本的Windows 10（包括智能手机和平板电脑上的版本）使用增强现实功能，并且可以容易地在任何Windows应用程式上实现。微软在2015年1月21日的“Windows 10：下一篇章”新闻发布会上发布了Windows Holographic。
微软于Windows 11版本24H2中删除Windows Mixed Reality，此弃用包括混合现实门户（Mixed Reality Portal）应用、适用于SteamVR的Windows Mixed Reality和Steam VR Beta。如果用户仍使用当前发布的 Windows 11版本23H2，现有Windows Mixed Reality设备将继续与Steam配合使用。2026年11月之后，Windows Mixed Reality将不再收到安全更新、非安全更新、bug 修复、技术支持或联机技术内容更新。

## 附加链接
- Microsoft HoloLens （页面存档备份，存于）